# Фрост против Никсона (фильм)
«Фрост против Никсона» (англ. Frost/Nixon) — историческая драма режиссёра Рона Ховарда, снятая в 2008 году совместным британо-американо-французским производством Working Title Films/Universal Pictures/StudioCanal/Relativity Media/Imagine Entertainment по одноимённой пьесе Питера Моргана. Фильм описывает предысторию и процесс съёмки знаменитых интервью Ричарда Никсона, сделанных британским журналистом Дэвидом Фростом, в последнем из которых Никсон признал свою вину в Уотергейтском скандале. Главные роли в фильме исполнили Фрэнк Ланджелла и Майкл Шин, которые до этого исполняли роли в пьесе Моргана в театрах Лондона и Бродвея.
Производство фильма началось 27 августа 2007 года. Премьера фильма состоялась 15 октября 2008 года на Лондонском кинофестивале, в кинотеатрах США фильм вышел в широкий прокат 23 января 2009 года. Премьера в России состоялась 5 февраля 2009 года. При бюджете в 25 млн долларов США, фильм собрал в мировом прокате 27 430 034 долларов, из них 67,9 % в США — 18 622 031 долларов. Сборы в России составили 30 230 долларов.

## Сюжет
В начале фильма показывается ряд новостных сюжетов, связанных с участием президента США Ричарда Никсона в Уотергейтском скандале. После этого Никсон произносит свою последнюю речь в качестве президента, в которой многие американцы ожидали услышать, но не услышали признание вины и извинения за сделанные ошибки. Дэвид Фрост в это время после завершения одного из выпусков своего ток-шоу в Австралии видит по телевизору, как Никсон покидает Белый дом.
Через некоторое время Фрост обсуждает в центральном офисе London Weekend Television возможность организации интервью с Никсоном, однако Бёрт выразил сомнение в том, что бывший президент США захочет говорить с Фростом. Тогда Фрост говорит Бёрту о том, что последнюю президентскую речь Никсона в прямом эфире смотрели 400 млн зрителей.
Примерно в это же время Никсон попадает в больницу с флебитом, после выздоровления он на вилле Ла-Каса-Пацифика в Сан-Клементе (Калифорния) обсуждает написание своих мемуаров со своим литературным агентом Свифти Лазаром, который сообщает Никсону о предложении Фроста провести интервью за 500 тыс. долларов. Никсон интересуется можно ли запросить большую сумму, в итоге они сговариваются на сумме 600 тыс. долларов. Лазар звонит Фросту и сообщает ему о заинтересованности Никсона в его предложении, после чего Фрост и Бёрт летят в Калифорнию, чтобы встретиться с Никсоном. Во время полёта Фрост, известный в своей среде как заядлый плейбой, знакомится с Кэролайн Кушинг, которой он предлагает поехать на встречу вместе с ним. В Сан-Клементе Фрост встречается с Никсоном и подписывает чек на первый платёж в размере 200 тыс. долларов. Никсон, между делом обративший внимание на итальянскую обувь Фроста без шнурков, подозревает, что Фрост выплачивает эти деньги из собственного кармана, а глава его администрации Джек Бреннан сомневается в том, что Фрост соберёт остаток суммы.
Для того, чтобы собрать информацию о Никсоне и Уотергейтском скандале, Фрост нанимает двух сотрудников — Боба Зелника и Джеймса Рестона-младшего, которые работают с Бёртом над вероятными вопросами Никсону. Во время подготовки интервью Рестон говорит Фросту, что он хотел бы провести неделю в библиотеке Федерального суда, чтобы найти необходимую информацию, однако Фрост не соглашается с ним. Параллельно Фрост пытается продать серию интервью американским телевизионным компаниям, однако везде получает отказ. Несмотря на финансовые трудности, ему удаётся арендовать оборудование и помещение для проведения интервью.
Первое интервью. Фрост, несмотря на условия контракта с Никсоном, в котором расписано время, отведённое для каждой темы разговора, в том числе и для Уотергейта, задаёт вопрос, почему Никсон не уничтожил записи его разговоров. Затем во время первых одиннадцати сеансов записи интервью Фрост пытается задать Никсону запланированные вопросы, однако на них бывший президент отвечает длинными монологами, переводя ответы на выгодные для него темы. В словесном противостоянии Никсон побеждает Фроста не только в интервью, посвящённых его достижениям во внешних отношениях с СССР и Китаем, но и в вопросах Вьетнамской войны и операции в Камбодже. Команда Фроста выражает своё негодование по поводу первых интервью, а Рестон прямо выражает сомнение во Фросте как в интервьюере.
За четыре дня до последнего интервью, посвящённого Уотергейту, Фросту ночью звонит нетрезвый Никсон, который говорит, как важно это интервью для карьеры обоих, так как от его исхода зависит восстановление политической карьеры Никсона, а также успех или банкротство Фроста. После этого разговора Фрост полностью посвящает своё время изучению материалов Уотергейтского дела, он также звонит Рестону и просит его за последние три дня найти необходимую информацию в библиотеке Федерального суда.
Перед последним интервью Фрост говорит Никсону, что если интервью будет подобно их телефонному разговору, то это будет бомба. Во время интервью Фрост приводит до этого нигде не изданную информацию о разговоре президента с Чарльзом Колсоном. Вскоре после того, как Никсон произнёс фразу о том, что если незаконное действие совершает президент, то оно законно, Фрост задаёт вопрос, участвовал ли Никсон в укрывательстве, после чего Бреннан, видя замешательство Никсона, останавливает интервью. После этого Никсон и Бреннан ведут разговор наедине, и бывший президент признаётся Бреннану, что больше не может всё отрицать. Никсон возвращается к интервью и признаётся в том, что он совершал ошибки на президентском посту и о том, что он подвёл американский народ.
До возвращения в Великобританию Фрост вместе с Кэролайн посещает виллу Никсона, где благодарит его за интервью и дарит ему пару итальянской обуви без шнурков. Никсон говорит наедине с Фростом и спрашивает его, действительно ли имел место их разговор по телефону и о чём они говорили, на что Фрост отвечает «о чизбургерах», после чего они прощаются и Никсон остаётся в задумчивом состоянии у побережья.
Перед титрами зрителям становится известно, что интервью были чрезвычайно успешными, Никсон написал тысячестраничные мемуары, но так и не смог избежать полемики вплоть до своей кончины в 1994 году. Дэвид Фрост ушёл из жизни в августе 2013 года.

## Создатели фильма

### Съёмочная группа
- Режиссёр — Рон Ховард
- Сценарий — Питер Морган
- Оператор — Сальваторе Тотино
- Монтаж — Майк Хилл, Дениэл Хэнли
- Художник-постановщик — Майкл Коренблит
- Композитор — Ханс Циммер
- Продюсеры — Рон Ховард, Брайан Грейзер, Тим Беван[англ.], Эрик Феллнер

### В ролях
| Актёр             | Роль                                 |
| ----------------- | ------------------------------------ |
| Фрэнк Ланджелла   | экс-президент США Ричард Никсон      |
| Майкл Шин         | журналист Дэвид Фрост                |
| Кевин Бейкон      | начальник штаба Никсона Джек Бреннан |
| Сэм Рокуэлл       | журналист Джеймс Рестон мл.          |
| Мэтью Макфэйден   | журналист Джон Бёрт                  |
| Оливер Платт      | журналист Боб Зелник                 |
| Ребекка Холл      | Кэролайн Кушинг                      |
| Тоби Джонс        | Ирвинг (Быстрый) Лазар               |
| Патриша Маккормак | Пэт Никсон                           |
| Энди Майлдер      | Фрэнк Ганнон                         |
| Джо Спано         | сотрудник телерадиокомпании          |

## Прокат и релиз на дисках
Мировая премьера фильма прошла 15 октября 2008 года, когда он был показан как открывающий фильм 52-го ежегодного Лондонского кинофестиваля. 5 декабря 2008 года он был выпущен в ограниченный прокат в трёх кинотеатрах США, а 23 января 2009 года вышел в широкий прокат в США (1099 кинотеатров), а также в Великобритании.
В России фильм вышел в прокат 5 февраля 2009 года.
21 апреля 2009 года фильм был выпущен в США на DVD и Blu-ray. В качестве дополнительных материалов на DVD-дисках были включены удалённые сцены, рассказы о создании фильма, реальных интервью Фроста и Никсона, библиотеке Ричарда Никсона и комментарии к фильму Рона Ховарда.

## Сборы
Фильм вышел в ограниченный прокат в кинотеатрах США 5 декабря 2008 года и в первый уик-энд заработал 180 708 долларов (22-е место недели). После выхода в широкий прокат 23 января 2009 года фильм заработал в уик-энд 3 022 250 долларов в американском прокате (16-е место недели). Недельный сбор в американских кинотеатрах составил 12 231 106 долларов, в других странах мира — 14 596 107 долларов. 31 января по оценкам фильм собрал 420 000 долларов. Ко 2 февраля фильм собрал в сумме 14 311 000 долларов в США и 16 676 001 доллар в мире.
В итоге сборы фильма «Фрост против Никсона» составили 27 015 079 долларов, включая 18 622 031 в США. Сборы в России составили 30 230 долларов.

## Награды и номинации
Фильм «Фрост против Никсона» был номинирован на премию «Оскар» в пяти номинациях: «лучший фильм», «лучший режиссёр», «лучшая мужская роль», «лучший адаптированный сценарий» и «лучший монтаж», однако не победил ни в одной из них. На премии «Золотой глобус» фильм был представлен в пяти номинациях, включая лучший фильм (драма), но также не был отмечен в числе победителей. Всего фильм был номинирован в 50 номинациях на различных премиях, из которых выиграл девять. Пять из них фильм получил на премии Sierra Award (Las Vegas Film Critics Society Awards), где фильм получил пять побед в пяти номинациях (лучший фильм, лучший актёр, лучший режиссёр, лучший сценарий, лучший монтаж).
| Список наград и номинаций фильма «Фрост против Никсона».    | Список наград и номинаций фильма «Фрост против Никсона».                                                        | Список наград и номинаций фильма «Фрост против Никсона».                                                                   | Список наград и номинаций фильма «Фрост против Никсона».                 |
| Премия                                                      | Номинация | Актёры | Результат                                                                |
| ----------------------------------------------------------- | --- | --- | ------------------------------------------------------------------------ |
| «Оскар»                                                     | | |                                                                          |
| Лучший фильм                                                | Брайан Грейзер, Рон Ховард, Эрик Феллнер                                                                        | Номинация |                                                                          |
| Лучший режиссёр                                             | Рон Ховард | Номинация |                                                                          |
| Лучшая мужская роль                                         | Фрэнк Ланджелла                                                                                                 | Номинация |                                                                          |
| Лучший адаптированный сценарий                              | Питер Морган | Номинация |                                                                          |
| Лучший монтаж                                               | Майк Хилл, Дэниел Хэнли                                                                                         | Номинация |                                                                          |
| «Золотой глобус»                                            | | |                                                                          |
| Лучший фильм (драма)                                        | | Номинация |                                                                          |
| Лучший режиссёр                                             | Рон Ховард | Номинация |                                                                          |
| Лучшая мужская роль (драма)                                 | Фрэнк Ланджелла                                                                                                 | Номинация |                                                                          |
| Лучший сценарий                                             | Питер Морган | Номинация |                                                                          |
| Лучшая музыка к фильму                                      | Ханс Циммер | Номинация |                                                                          |
| BAFTA                                                       | | |                                                                          |
| Лучший фильм                                                | Тим Беван, Эрик Феллнер, Брайан Грейзер, Рон Ховард                                                             | Номинация |                                                                          |
| Лучший режиссёр                                             | Рон Ховард | Номинация |                                                                          |
| Лучшая мужская роль                                         | Фрэнк Ланджелла                                                                                                 | Номинация |                                                                          |
| Лучший адаптированный сценарий                              | Питер Морган | Номинация |                                                                          |
| Лучший монтаж                                               | Майк Хилл, Дэниел Хэнли                                                                                         | Номинация |                                                                          |
| Лучший грим/причёски                                        | Эдуард Энрикес, Ким Сантантонио                                                                                 | Номинация |                                                                          |
| Eddie (American Cinema Editors, USA)                        | Лучший монтаж художественного фильма (драма)                                                                    | Майк Хилл, Дэниел Хэнли | Номинация                                                                |
| Excellence in Production Design Award (Art Directors Guild) | Полнометражные фильмы                                                                                           | Майкл Коренблит, Брайан О'Хара, Грег Ван Хом, Майкл Голдман, Джей Пелисьер, Ломи Кэмпбелл, Мартин Чарльз, Сьюзан Бенджамин | Номинация                                                                |
| «Выбор критиков»                                            | | |                                                                          |
| Лучший фильм                                                | | Номинация |                                                                          |
| Лучший режиссёр                                             | Рон Ховард | Номинация |                                                                          |
| Лучшая мужская роль                                         | Фрэнк Ланджелла                                                                                                 | Номинация |                                                                          |
| Лучший сценарий                                             | Питер Морган | Номинация |                                                                          |
| COLA (California on Location Awards)                        | Location Professional of the Year — Features                                                                    | Грегори Альперт | Победа (разделил с Дугласом Дрессером — фильм «Каникулы с чирлидершами») |
| Chicago Film Critics Association Awards                     | | |                                                                          |
| Лучший актёр                                                | Фрэнк Ланджелла                                                                                                 | Номинация |                                                                          |
| Лучший адаптированный сценарий                              | Питер Морган | Номинация |                                                                          |
| Премия Гильдии режиссёров США                               | Лучшая режиссура художественного фильма                                                                         | Рон Ховард | Номинация                                                                |
| Sierra Award (Las Vegas Film Critics Society Awards)        | | |                                                                          |
| Лучший актёр                                                | Фрэнк Ланджелла                                                                                                 | Победа |                                                                          |
| Лучший режиссёр                                             | Рон Ховард | Победа |                                                                          |
| Лучший монтаж фильма                                        | Майк Хилл, Дэниел Хэнли                                                                                         | Победа |                                                                          |
| Лучший фильм                                                | | Победа |                                                                          |
| Лучший сценарий                                             | Питер Морган | Победа |                                                                          |
| ALFS Award (London Critics Circle Film Awards)              | | |                                                                          |
| Актёр года                                                  | Фрэнк Ланджелла                                                                                                 | Номинация |                                                                          |
| Британский актёр года                                       | Майкл Шин | Номинация |                                                                          |
| Британский актёр второго плана года                         | Тоби Джонс | Номинация |                                                                          |
| Фильм года                                                  | | Номинация |                                                                          |
| Лучший сценарист                                            | Питер Морган | Номинация |                                                                          |
| Golden Reel Award (Motion Picture Sound Editors, USA)       | Лучший монтаж звука — диалоги в художественных фильмах                                                          | Энтони Цикколини III, Тери Дорман, Дебора Уоллах, Дэвид Арнольд                                                            | Номинация                                                                |
| Online Film Critics Society Awards                          | | |                                                                          |
| Лучший актёр                                                | Фрэнк Ланджелла                                                                                                 | Номинация |                                                                          |
| Лучший адаптированный сценарий                              | Питер Морган | Номинация |                                                                          |
| Motion Picture Producer of the Year Award (PGA Awards)      | Theatrical Motion Pictures                                                                                      | Брайан Грейзер, Рон Ховард, Эрик Феллнер                                                                                   | Номинация                                                                |
| San Diego Film Critics Society Awards                       | Лучший актёрский ансамбль                                                                                       | | Победа                                                                   |
| San Francisco Film Critics Circle Awards                    | Лучший адаптированный сценарий                                                                                  | Питер Морган | Победа                                                                   |
| «Спутник»                                                   | | |                                                                          |
| Лучший фильм (драма)                                        | | Номинация |                                                                          |
| Лучший режиссёр                                             | Рон Ховард | Номинация |                                                                          |
| Лучшая мужская роль (драма)                                 | Фрэнк Ланджелла                                                                                                 | Номинация |                                                                          |
| Лучший адаптированный сценарий                              | Питер Морган | Победа |                                                                          |
| Лучший монтаж                                               | Майк Хилл, Дэниел Хэнли                                                                                         | Номинация |                                                                          |
| Премия Гильдии Киноактёров США                              | | |                                                                          |
| Лучшая мужская роль                                         | Фрэнк Ланджелла                                                                                                 | Номинация |                                                                          |
| Лучший актёрский состав                                     | Кевин Бейкон, Ребекка Холл, Тоби Джонс, Фрэнк Ланджелла, Мэттью Макфейден, Оливер Платт, Сэм Рокуэлл, Майкл Шин | Номинация |                                                                          |
| Премия Гильдии сценаристов США                              | Лучший адаптированный сценарий                                                                                  | Питер Морган | Номинация                                                                |